# Violeta Dinescu
Violeta Dinescu (Bucarest, 13 luglio 1953) è una compositrice, pianista e docente rumena, che vive in Germania dal 1982.

## Romania
Violeta Dinescu iniziò i suoi studi di musica nel 1972 presso il conservatorio Ciprian Porumbescu a Bucarest, composizione con Myriam Marbe. Nel 1978 ricevette il master, con distinzione. Conseguì inoltre diplomi nei settori composizione, pianoforte e pedagogia. Iniziò a insegnare presso la George Enescu Music School di Bucarest, dirigendo corsi di storia della musica, estetica, contrappunto, armonia e pianoforte. Nel 1980 entrò a far parte dell'Unione dei Compositori Rumeni.

## Germania, opere
Nel 1982 si trasferì in Germania occidentale. La sua prima opera Hunger und Durst basata su Eugène Ionesco fu eseguita in anteprima a Friburgo nel 1986. Der 35. Mai  (Il 35 maggio, o la cavalcata di Conrad verso i mari del sud), un'opera per bambini basata su Erich Kästner fu composta nel 1986, Eréndira, basata su un breve storia di Gabriel García Márquez nel 1992 ed eseguita alla terza Biennale di Monaco, Schachnovelle (Novella degli scacchi) basata su Stefan Zweig nel 1994. Le opere furono rappresentate nei principali teatri d'opera, come Der 35. Mai alla Staatsoper di Amburgo nel 2004. Lei lavorò per il teatro austriaco ARBOS in due progetti di musical, "Il canto dei folli sull'Europa" e "Il concerto degli uccelli". Herzriss, un'opera in nuce per voce e percussioni basata su Omero, Ionesco e Márquez, debuttò nel 2005.

## Insegnamento
Dal 1986 insegna nelle accademie musicali tedesche di Heidelberg, Francoforte, Bayreuth e dal 1996 come professoressa di composizione applicata all'Università di Oldenburg. Lì iniziò nel 1996 ad invitare i compositori ad un annuale Komponisten-Colloquium, nel 2009 tra gli altri Jean-Luc Darbellay e Graham Waterhouse.
Violeta Dinescu è stata membro del consiglio esecutivo della "International League of Women Composers" dal 1987. I suoi lavori sono stati pubblicati da Verlag Dohr e Schott Music, tra gli altri.

## Lavori più importanti
Questa prolifica compositrice di musica orchestrale, musica da camera, corale e vocale ha ricevuto numerosi premi e riconoscimenti internazionali. I principali lavori commissionati includono Akrostichon e L'ORA X per orchestra, un oratorio per Pentecoste, Pfingstoratorium, musica per il film muto di F. W. Murnau Tabu e i balletti Der Kreisel e Effi Briest.

## Lavori scelti
- Akanua, pianoforte, 1974
- Sonata, violino o viola, pianoforte, 1975
- In meinem Garten, testi di Ana Blandiana, coro di bambini, 1980
- Mondnächte, text di Joseph von Eichendorff, mezzosoprano, sassofono, percussioni, 1986
- Akrostichon, orchestra, 1983
- Der Kreisel, balletto, scenario basato su Eduard Mörike, orchestra, 1985
- Hunger und Durst, opera da camera, libretto del compositore basato su Ionesco, piccola orchestra (14 players), 1985
- Concerto, voce, orchestra, 1986
- Quatrain, testi di François Villon, voce femminile, 1986
- Dona nobis pacem, mezzosoprano, violoncello (+ percussioni), 1987
- Tabu, colonna sonora per film muto, piccola orchestra, 1988
- ICHTHYS, violino, violoncello, pianoforte, 1991
- Der 35 Mai, opera per bambini, libretto del compositore basato su Kästner, 3 solisti, 8 voci miste, coro di bambini, orchestra, 1986
- Eréndira, opera da camera, libretto del compositore basato su Márquez, 7 solisti, piccola orchestra, 1992
- Pfingstoratorium, 5 solisti, coro misto, piccola orchestra, 1993
- Schachnovelle, opera da camera, libretto del compositore basato su Stefan Zweig, 3 solisti, gruppo da camera, 1994
- L'ORA X, orchestra, 1995
- Self-Reflections I/II, pianoforte, live electronics, 1996–97
- Effi Briest, balleto, scenario basato su Theodor Fontane, orchestra, 1998
- Vortex – Wolken I, II und III, piccola orchestra, 1998
- Licht-Bruch, fisarmonica, 2001
- Rugá, clarinetto, contrabbasso, fisarmonica, 2001
- Herzriss, opera in nuce, voce femminile e percussioni, 2005